# Sebastião Tapajós
Sebastião Tapajós, né à Alenquer le 16 avril 1943 et mort à Santarém le 2 octobre 2021, est un guitariste et compositeur brésilien.

## Biographie
Né à Alenquer, il déménage à Santarém quand il est encore jeune et commence à étudier la guitare dès son enfance. En 1964, il part étudier en Europe et obtient son diplôme du Conservatoire national de Musique de Lisbonne, au Portugal. En Espagne, il étudie la guitare avec Emilio Pujol et fréquente l'Institut de culture hispanique. Il donne des récitals dans les deux pays. De retour au Brésil, il reçoit la chaire de guitare classique du Conservatoire Carlos Gomes de Belém, où il enseigne jusqu'en juillet 1967.
Tout au long de sa carrière, il se produit avec de nombreuses personnalités telles Hermeto Pascoal, Jane Duboc (pt), le Zimbo Trio, Waldir Azevedo, Paulo Moura, Sivuca, Maurício Einhorn (pt) et Joel do Bandolim, et des artistes internationaux tels que Gerry Mulligan, Astor Piazzolla, Oscar Peterson et Paquito d'Rivera.
En 1998, il compose la bande originale du long métrage Lendas Amazônicas (pt).
En 2005, aux côtés de la danseuse Carmen Del Rio, il crée le spectacle O Violão e a Bailarina à Rio de Janeiro.
En plus de son travail d'instrumentiste, il est l'auteur de plusieurs chansons, en partenariat avec Marilena Amaral, Paulinho Tapajós (pt), Billy Blanco (pt), Antonio Carlos Maranhão ou, parmi d'autres, Avelino V. do Vale. Ses chansons ont été interprétées entre autres par Emílio Santiago, Miltinho, Pery Ribeiro, Jane Duboc, Maria Creuza, Fafá de Belém, Nilson Chaves, Ana Lengruber et Cristina Caetano.
Selon V. A. Bezerra, « le style de jeu de Sebastião Tapajós est vigoureux et incisif, et le son qu'il obtient de l'instrument est plein et corsé. Il aime utiliser les effets percussifs, les variations de timbre (du son le plus doux, en jouant près de la bouche de l'instrument, jusqu'aux plus métalliques, proches du chevalet de l'instrument), les sons harmoniques et la répétition rythmique d'accords en ostinato ».
En 2010, il est le directeur artistique de l'album Cristina Caetano interpreta Sebastião Tapajós e Parceiros. En 2011, il produit et sort les albums Cordas do Tapajós et Conversas de Violões, avec Sérgio Ábalos. En 2012, il sort Suíte das Amazonas et remasterise Panel, l'une de ses œuvres les plus connues dans le monde. En 2013, il sort et tourne à l'échelle nationale avec le CD Da Lapa ao Mascote et sort le DVD Sebastião Tapajós e amigos soloistas.
Le 16 mai 2013, il reçoit le titre de docteur honoris causa de l'université d'État du Pará. La même année, le 11 novembre, il reçoit le titre de docteur honoris causa de l'université fédérale du Pará occidental (UFOPA).
En avril 2017, l'Instituto Sebastião Tapajós est créée dans le but de diffuser et de systématiser la production musicale de Sebastião Tapajós.
Sebastião Tapajós meurt le 2 octobre 2021 à Santarém des suites d'un infarctus du myocarde.

## Discographie
- 1963 : Apresentando Sebastião Tapajós E Seu Conjunto
- 1967 : Violão e Tapajós, Philips, LP
- 1971 : El arte de la guitarra, Trova, LP - RP music (Argentine)
- 1972 : Sabastião Tapajós - Pedro dos Santos, Trova, LP - RP music (Argentine)
- 1972 : Sebastião Tapajós - Pedro dos Santos vol.2, Trova, LP - RP music (Argentine)
- 1973 : Clásico, Trova, LP - RP music (Argentine)
- 1973 : Sebastião Tapajós - Maria Nazareth - Arnaldo Henriques, Trova, LP - RP music (Argentine)
- 1973 : Bienvenido, Tapajós, LP
- 1974 : Guitarra Fantástica, RCA (Allemagne), LP
- 1975 : Guitarra Latina, LP
- 1976 : Terra, LP
- 1976 : Sebastião Tapajós, APF LP - RP music (Argentine)
- 1977 : Clássicos da América do Sul, LP
- 1977 : Guitarra & amigos, LP
- 1979 : Xingu, LP
- 1979 : Violão & amigos, RCA Victor, LP
- 1982 : Sincopando/Zimbo Trio convida Sebastião Tapajós. Sebastião Tapajós e Zimbo Trio, Clam, LP
- 1982 : Guitarra criolla, RCA Victor, LP
- 1984 : Todos os sons. Maurício Einhorn & Sebastião Tapajós, Barclay/Ariola, LP
- 1985 : Rostos da Amazônia [Poemas de João de Jesus Paes Loureiro/Músicas de Sebastião Tapajós], Phonogram, LP
- 1986 : Visões do Nordeste, L'Art Prod./Independente, LP, CD
- 1986 : Painel, Visom, LP
- 1987 : Villa-Lobos, L'Art, LP
- 1988 : Lado a lado. Gilson Peranzzetta e Sebastião Tapajós, Visom, LP, CD
- 1989 : Brasilidade. Sebastião Tapajós e João Cortez, Visom, LP
- 1989 : Terra Brasis, L'Art, LP
- 1990 : Reflections. Gilson Peranzzetta e Sebastião Tapajós, CD
- 1993 : Instrumental no CCBB. Sebastião Tapajós, Gilson Peranzzetta, Maurício Einhorn e Paulinho Nogueira, Tom Brasil, CD
- 1993 : Encontro de Solistas, Movieplay, CD
- 1997 : Amazônia brasileira. Sebastião Tapajós e Nilson Chaves, Outros Brasis, CD
- 1997 : Afinidades. Sebastião Tapajós e Gilson Peranzzetta, Movieplay, CD
- 1997 : Ontem e sempre, Movieplay, CD
- 1998 : Da Minha Terra - Jane Duboc e Sebastião Tapajós, Jam Music, CD
- 1998 : Sebastião Tapajós interpreta Radamés Gnattali e Guerra-Peixe, CD, Independente
- 1998 : Encontro com a Saudade, CD, Independente
- 1999 : Lembrando Dilermando Reis, Bahamas, CD
- 1999 : Do meu gosto. Sebastião Tapajós e Gilson Peranzzetta, CD, Independente
- 1999 : Instrumental Caboclo, CD, Independente
- 2000 : Solos da Amazônia, CD, Independente
- 2000 : Solos, CD, Independente
- 2000 : Acorde violão, Universidade Estácio de Sá, CD
- 2001 : Do Meu Gosto, CD, Independente
- 2001 : Solos do Brasil, CD, Independente
- 2002 : Choros e Valsas do Pará, CD, Independente
- 2010 : Cristina Caetano interpreta Sebastião Tapajós & Parceiros, CD, Independente
- 2010 : Sebastião Tapajós: Tempo de Espera, CD, Independente
- 2011 : Conversa de Violões - Sebastião Tapajós et Sérgio Abalos, CD, Independente
- 2011 : Cordas do Tapajós - Sebastião Tapajós et Sérgio Abalos, CD, Independente
- 2012 : Suíte das Amazonas, CD, Independente
- 2012 : Painel (Remasterisé), CD, Independente
- 2013 : Da Lapa ao Mascote, CD, Independente
- 2013 : Aos da Guitarrada, CD, Independente
- 2014 : Violões do Pará - Sebastião Tapajós et Salomão Habib, double CD